# Samuel Johann Naumburg
Samuel Johann Naumburg (1768-1799) fue un botánico alemán, especializándose en las orquídeas. Desarrolló actividades académicas en Érfurt, Universidad de Jena, Turingia.

## Algunas publicaciones
- 1848. Dissertation upon Veronica chamedris. Erfurt

## Eponimia
Género
- (Primulaceae) Naumburgia Moench[2]